# Metabemisia distylii
Metabemisia distylii là một loài côn trùng cánh nửa trong họ Aleyrodidae, phân họ Aleyrodinae.
Metabemisia distylii được Takahashi miêu tả khoa học đầu tiên năm 1963.